# Sap de Aardwortel
Sap de Aardwortel is een personage uit het voormalige attractiepark het Land van Ooit en een televisiepersonage in diverse kinderprogramma's op de Nederlandse televisie. In het park amuseerde Sap de bezoekers door middel van dansen, verhalen en liedjes. Sap de Aardwortel was altijd geheel gehuld in groene en bruine vodden en natuurproducten. Ze symboliseerde voor het park de natuur.

## Verhaal
Sap de Aardwortel is 7 jaar oud. Sap de Aardwortel woont in een zogenoemd "wozzele holletje" onder de grond samen met ZieZaZonnebloem. Sap praat Nederlands, maar af en toe gemengd met fantasiewoorden. Vooral de woorden "wozzelig" en "wozzelen" (als in een werkwoord) worden vaak door haar gebruikt. 
Sap wordt altijd gespeeld door een vrouw. Haar voorstellingen in het park waren vooral gericht op kleuters. In het Land van Ooit had Sap een eigen theater: Het "Tuintheater".
Sap zorgde er tevens voor dat zieken in Het Land van Ooit weer beter werden, door deze speciale sapjes te geven. Waarschijnlijk heeft ze daar haar naam ook aan te danken gehad.

## Televisie
Sap de Aardwortel was ook te zien in het regionale TV8-programma Kloontje het Reuzenkind (rond het gelijknamige Land van Ooit-figuur), in de jaren 1995 en 1996. Een jaar later ging de serie verder onder de naam Kinderen zijn de Baas, op de zender SBS6. Ook hierin was Sap de Aardwortel te zien. In dit programma werden andere SBS6-kinderprogramma's aangekondigd. De serie stopte in 2001 maar een paar jaar later waren de Ooit-figuren -mét Sap de Aardwortel-  weer te zien op SBS in het kinderprogramma "KzdB-Network" ( met Isa Hoes).
Op de "Big E Awards" in Atlanta ontving Het Land van Ooit een eervolle vermelding voor Sap de Aardwortel in de categorie "Best gekostumeerde karakter", mede door de bijdragen op televisie. 
Ondanks dat in het park de rol van Sap regelmatig door verschillende vrouwen werd vertolkt, werd op televisie de rol wel door dezelfde vrouwen gespeeld: Marijke van Bemmel en Cindy Paans.

## Faillissement
Op 21 november 2007 werd bekend dat het Land van Ooit failliet was verklaard. Daarmee kwam ook aan Sap de Aardwortel een eind. Haar kostuum werd in maart 2008 geveild.

## Trivia
- Sap de Aardwortel had ook een eigen fanclub.
- Ook had Sap een eigen lied, en een eigen dans: "de wozzelendans".